# Henry Harrisse
Henry Harisse (París, 18 de maig de 1829 - París, 13 de maig de 1910), va ser un americanista, erudit, jurista i crític d'art estatunidenc que escrigué moltes obres sobre el continent americà i la seva "descoberta".

## Biografia
Henry Harrisse va nàixer a París el 1829, d'un pare pelleter, Abraham, nadiu d'Europa de l'Est i d'una mare parisenca, Nanine Marcus.
Amb tot ben jove, se n'anà a viure als Estats Units amb alguns parents seus i estudià a la Universitat de Carolina del Sud. Adquirí la nacionalitat americana i després de passar un cert temps com a professor s'orientà cap al dret i exercí d'advocat a la ciutat de Nova York. Alhora s'interessà a les col·leccions riques amb documentació que es troben a diverses biblioteques estatunidenques, i així esdevingué un americanista reconegut quan publicà Bibliotheca Americana Vetustissima. Malgrat això se sentí frustrat per la venda poc satisfactòria del llibre als Estats Units i decidí de marxar cap a Europa on pensà que les seves recerques tindrien més consideració.
Tornà després a París on fou acollit amb entusiasme per alguns erudits de la capital francesa com Ernest Desjardins que el va introduir a la Societat de Geografia de París. També freqüentà llavors diversos polítics i escriptors famosos de l'àmbit parisenc d'aquell temps, com ara George Sand o Gustave Flaubert.
Treballava com a advocat i assessorà el govern estatunidenc respecte als aspectes legals de la construcció del Canal de Panamà. Aquesta posició li permeté de guanyar una gran quantitat de diners, permetent-li així de dedicar més temps a la seva passió, els estudis americanistes, i més especialment de centrar les seves recerques sobre els navegants Cristòfor Colom, Joan i Sebastià Cabot.

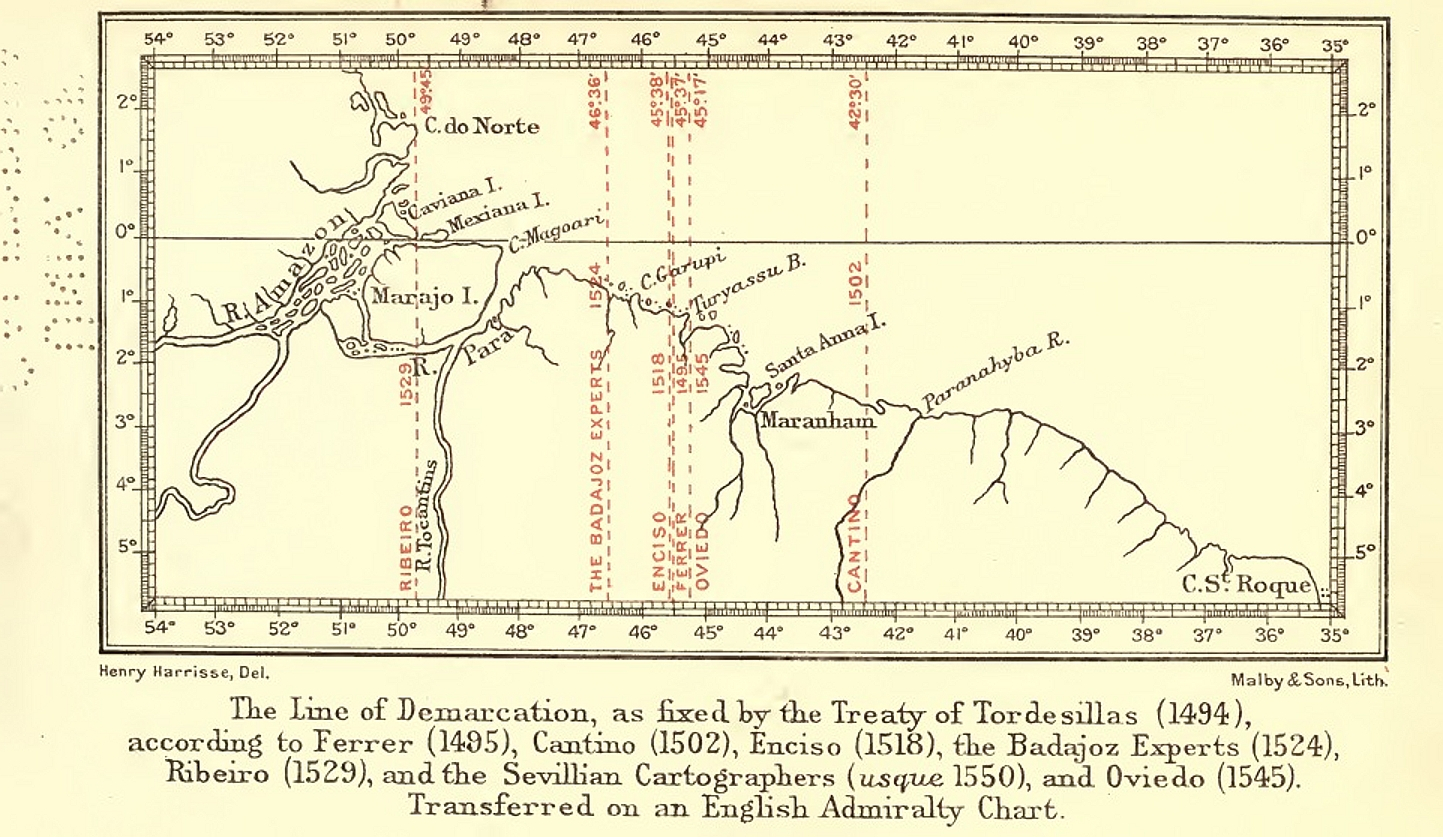
Presentació per Henry Harrisse del Tractat de Tordesillas (1494) a un dels seus llibres

Arran de la publicació de Cristóbal Colón, su vida, sus viajes, sus descubrimientos, llibre de l'historiador espanyol José María Asensio, el 1891, Harrisse acusà aquest de plagi de les seves recerques, acusació que va estendre més endavant a tot un conjunt d'escriptors espanyols.
El seu mal caràcter i la seva vanitat el van aïllar de totes les seves relacions i antics amics, i a poc a poc es tancà més encara sobre si mateix. Això acabà alterant la seva salut i durant els darrers anys de la seva vida esdevingué neurastènic i irascible.
Una part important dels seus llibres i escrits foren enviats a la Biblioteca del Congrés estatunidenc, una altra part a la Biblioteca Nacional de França i la resta es vengué en subhastes.

## Obres
- Notes on Columbus (1866)
- Bibliotheca Americana Vetustissima (1866)
- Jean et Sébastien Cabot (1882)
- Études d'histoire critique. Christophe Colomb : son origine, sa vie, ses voyages, sa famille et ses descendants (1884)
- Discovery of North America (1892)